# ميشيل نوريس
ميشيل نوريس (بالإنجليزية: Michele Norris)‏ هي صحفية أمريكية، ولدت في 7 سبتمبر 1961 في منيابولس في الولايات المتحدة.

## وصلات خارجية
- ميشيل نوريس على موقع IMDb (الإنجليزية)
- ميشيل نوريس على موقع ميوزك برينز (الإنجليزية)
- ميشيل نوريس على موقع إن إن دي بي (الإنجليزية)